# Christiaan Wiardi Plesman
Christiaan Wi(j)ardi Plesman, (Pilsum (Oost-Friesland) vóór 1700 - overleden na 1759) was een Nederlandse predikant en schout.
Christiaan was een zoon van dominee Simon Gerhard Gottfried Plesman, predikant in Lemgo en te Pilsum. Op 14 september 1720 liet hij zich inschrijven aan de Universiteit van Franeker als 'Christianus Wyardi Plesmannus, Embdanus'.
Na zijn studie vertrok hij op 16 september 1724 in de rang van predikant voor de kamer Amsterdam van de VOC met het schip Castricum naar Batavia waar hij in 1725 aankwam. In oktober 1725 trouwde hij in Batavia met Susanna Voltelen, weduwe van Eldert Ongewassen, binnenregent van het Chinese hospitaal in Batavia.
Plesman werd op 27 juni 1726 beroepen in Malakka en woonde daar binnen het kasteel in Malakka. Op 12 december 1730 werd hij beroepen op het eiland Onrust en in 1733 werd hij in Batavia predikant bij de Nederduitse Gemeente. Hij is dan weduwnaar van Susanna Voltelen die in Batavia was overleden. Enkele jaren na haar overlijden trouwde Plesman opnieuw, nu met Petronella de Voogt (1715–1770), een dochter van Rutger de Voogt en Maria Constantia de Haese. Op 12 november 1738 vertrok het echtpaar met het schip Nieuw Walcheren in Nederland waar zij op 29 juni 1739 aankwamen.
Op 16 januari 1740 werd Christiaan Plesman benoemd als Schout van Soest en Ter Eem voor een jaarsalaris van ƒ 1400,- en vestigde zich in Baarn. Omdat Plesman het Baarnse schoutenhuis dat door schout Eduard Lodewijk Pook van Baggen was ingericht te eenvoudig vond, besloot hij tot de bouw van een nieuw schoutenhuis. Hij liet daartoe een oude boerderij achter de Pauluskerk afbreken om er een groot herenhuis met de naam Mes Délices (mijn genoegen) te laten verrijzen. In Baarn zouden de Plesmans samen vijf kinderen krijgen, waaronder een tweeling. In 1752 werd Plesman als schout opgevolgd door Huybert van Rijck.